# Albumy numer jeden w roku 2019 (Polska)
Artykuł prezentuje najlepiej sprzedające się wydawnictwa muzyczne w poszczególnych tygodniach w Polsce w roku 2019 publikowane w ramach zestawienia OLiS.
Notowania tworzone są przez TNS Polska na podstawie danych dotyczących sprzedaży detalicznej albumów muzycznych wydanych jedynie na nośnikach fizycznych. Przy tworzeniu list, sprzedaż wydawnictw muzycznych w formach cyfrowych (download, streaming) jest pomijana.

## Zestawienia tygodniowe
| Data            | Okres sprzedaży                        | Album                                                    | Wykonawca                  | Źródło |
| --------------- | -------------------------------------- | -------------------------------------------------------- | -------------------------- | ------ |
| 3 stycznia      | 14 grudnia – 27 grudnia 2018           | Czerwony dywan                                           | Paluch                     | [ 2 ]  |
| 10 stycznia     | 28 grudnia – 3 stycznia 2019           | The Best of 2018                                         | Różni wykonawcy            | [ 3 ]  |
| 17 stycznia     | 4 stycznia – 10 stycznia 2019          | The Platinum Collection: Greatest Hits I, II & III       | Queen                      | [ 4 ]  |
| 24 stycznia     | 11 stycznia – 17 stycznia 2019         | Randka w ciemność                                        | Nocny Kochanek             | [ 5 ]  |
| 31 stycznia     | 18 stycznia – 24 stycznia 2019         | Siesta XIV                                               | Różni wykonawcy            | [ 6 ]  |
| 7 lutego        | 25 stycznia – 31 stycznia 2019         | A Star Is Born                                           | Lady Gaga i Bradley Cooper | [ 7 ]  |
| 14 lutego       | 1 lutego – 7 lutego 2019               | Smooth Jazz Cafe 18                                      | Różni wykonawcy            | [ 8 ]  |
| 21 lutego       | 8 lutego – 14 lutego 2019              | A Star Is Born                                           | Lady Gaga i Bradley Cooper | [ 9 ]  |
| 28 lutego       | 15 lutego – 21 lutego 2019             | Wojtek Sokół                                             | Sokół                      | [ 10 ] |
| 7 marca         | 22 lutego – 28 lutego 2019             | Instrukcja obsługi świrów                                | O.S.T.R.                   | [ 11 ] |
| 14 marca        | 1 marca – 7 marca 2019                 | Widmo                                                    | PRO8L3M                    | [ 12 ] |
| 21 marca        | 8 marca – 14 marca 2019                | Widmo                                                    | PRO8L3M                    | [ 13 ] |
| 28 marca        | 15 marca – 21 marca 2019               | Plansze                                                  | Jan-rapowanie i Nocny      | [ 14 ] |
| 4 kwietnia      | 22 marca – 28 marca 2019               | Montana Max                                              | W.E.N.A.                   | [ 15 ] |
| 11 kwietnia     | 29 marca – 4 kwietnia 2019             | Miłość, szmaragd i krokodyl                              | Donguralesko i Matheo      | [ 16 ] |
| 18 kwietnia     | 5 kwietnia – 11 kwietnia 2019          | The Essential Leonard Cohen                              | Leonard Cohen              | [ 17 ] |
| 25 kwietnia     | 12 kwietnia – 18 kwietnia 2019         | The Essential Leonard Cohen                              | Leonard Cohen              | [ 18 ] |
| 2 maja          | 19 kwietnia – 25 kwietnia 2019         | The Best of Andrea Bocelli: Vivere                       | Andrea Bocelli             | [ 19 ] |
| 9 maja          | 26 kwietnia – 2 maja 2019              | The Best of Andrea Bocelli: Vivere                       | Andrea Bocelli             | [ 20 ] |
| 16 maja         | 3 maja – 9 maja 2019                   | Karmagedon                                               | Tede i Sir Michu           | [ 21 ] |
| 23 maja         | 10 maja – 16 maja 2019                 | Inna wizja                                               | Jano Polska Wersja         | [ 22 ] |
| 30 maja         | 17 maja – 23 maja 2019                 | Rammstein                                                | Rammstein                  | [ 23 ] |
| 6 czerwca       | 24 maja – 30 maja 2019                 | Dobrze, że jesteś                                        | Zbigniew Wodecki           | [ 24 ] |
| 13 czerwca      | 31 maja – 6 czerwca 2019               | BSNT                                                     | Rest i Kafar               | [ 25 ] |
| 20 czerwca      | 7 czerwca – 13 czerwca 2019            | Chudy chłopak                                            | Kali i Magiera             | [ 26 ] |
| 27 czerwca      | 14 czerwca – 20 czerwca 2019           | Poeci polskiej piosenki: Jeśli wiesz co chcę powiedzieć… | Katarzyna Nosowska         | [ 27 ] |
| 4 lipca         | 21 czerwca – 27 czerwca 2019           | Poeci polskiej piosenki: Jeśli wiesz co chcę powiedzieć… | Katarzyna Nosowska         | [ 28 ] |
| 11 lipca        | 28 czerwca – 4 lipca 2019              | Metryka                                                  | Małach i Rufuz             | [ 29 ] |
| 18 lipca        | 5 lipca – 11 lipca 2019                | Bravo Hits: Lato 2019                                    | Różni wykonawcy            | [ 30 ] |
| 25 lipca        | 12 lipca – 18 lipca 2019               | Hospodi                                                  | Batushka                   | [ 31 ] |
| 1 sierpnia      | 19 lipca – 25 lipca 2019               | The Essential                                            | Whitney Houston            | [ 32 ] |
| 8 sierpnia      | 26 lipca – 1 sierpnia 2019             | Mój Empik – moja muzyka: Muzyka polska. Volume 5         | Różni wykonawcy            | [ 33 ] |
| 15 sierpnia     | 2 sierpnia – 8 sierpnia 2019           | Dom na skraju niczego                                    | Kartky                     | [ 34 ] |
| 22 sierpnia     | 9 sierpnia – 15 sierpnia 2019          | Pocztówka z WWA, lato ’19                                | Taco Hemingway             | [ 35 ] |
| 29 sierpnia     | 16 sierpnia – 22 sierpnia 2019         | Pocztówka z WWA, lato ’19                                | Taco Hemingway             | [ 36 ] |
| 5 września      | 23 sierpnia – 29 sierpnia 2019         | Pocztówka z WWA, lato ’19                                | Taco Hemingway             | [ 37 ] |
| 12 września     | 30 sierpnia – 5 września 2019          | Pierwszy dzień po końcu świata                           | Sarius                     | [ 38 ] |
| 19 września     | 6 września – 12 września 2019          | Afirmacja                                                | Kamerzysta                 | [ 39 ] |
| 26 września     | 13 września – 19 września 2019         | Mr KęKę                                                  | KęKę                       | [ 40 ] |
| 3 października  | 20 września – 26 września 2019         | G.O.A.T.                                                 | Peja i Slums Attack        | [ 41 ] |
| 10 października | 27 września – 3 października 2019      | Muzyka współczesna                                       | Pezet                      | [ 42 ] |
| 17 października | 4 października – 10 października 2019  | Elwis Picasso                                            | Ero                        | [ 43 ] |
| 24 października | 11 października – 17 października 2019 | Alma Mater                                               | Shellerini                 | [ 44 ] |
| 31 października | 18 października – 24 października 2019 | Muzyka filmowa                                           | Krzysztof Komeda           | [ 45 ] |
| 7 listopada     | 25 października – 31 października 2019 | Małomiasteczkowy                                         | Dawid Podsiadło            | [ 46 ] |
| 14 listopada    | 1 listopada – 7 listopada 2019         | Małomiasteczkowy                                         | Dawid Podsiadło            | [ 47 ] |
| 21 listopada    | 8 listopada – 14 listopada 2019        | Małomiasteczkowy                                         | Dawid Podsiadło            | [ 48 ] |
| 28 listopada    | 15 listopada – 21 listopada 2019       | Męskie Granie 2019                                       | Różni wykonawcy            | [ 49 ] |
| 5 grudnia       | 22 listopada – 28 listopada 2019       | Męskie Granie 2019                                       | Różni wykonawcy            | [ 50 ] |
| 12 grudnia      | 29 listopada – 5 grudnia 2019          | Opowieści z Doliny Smoków                                | Bedoes i Lanek             | [ 51 ] |
| 19 grudnia      | 6 grudnia – 12 grudnia 2019            | Chillwagon                                               | Chillwagon                 | [ 52 ] |

## Zestawienia miesięczne
| Rok  | Miesiąc     | Album                       | Wykonawca        | Źródło |
| ---- | ----------- | --------------------------- | ---------------- | ------ |
| 2019 | Styczeń     | Siesta XIV                  | Różni wykonawcy  | [ 53 ] |
| 2019 | Luty        | Wojtek Sokół                | Sokół            | [ 54 ] |
| 2019 | Marzec      | Widmo                       | PRO8L3M          | [ 55 ] |
| 2019 | Kwiecień    | The Essential Leonard Cohen | Leonard Cohen    | [ 56 ] |
| 2019 | Maj         | Dobrze, że jesteś           | Zbigniew Wodecki | [ 57 ] |
| 2019 | Czerwiec    | Chudy chłopak               | Kali i Magiera   | [ 58 ] |
| 2019 | Lipiec      | Metryka                     | Małach i Rufuz   | [ 59 ] |
| 2019 | Sierpień    | Pocztówka z WWA, lato ’19   | Taco Hemingway   | [ 60 ] |
| 2019 | Wrzesień    | Mr KęKę                     | KęKę             | [ 61 ] |
| 2019 | Październik | Elwis Picasso               | Ero              | [ 62 ] |
| 2019 | Listopad    | Małomiasteczkowy            | Dawid Podsiadło  | [ 63 ] |
| 2019 | Grudzień    | Męskie Granie 2019          | Różni wykonawcy  | [ 64 ] |